# KGAL
Die KGAL ist ein deutscher Investment- und Assetmanager mit Sitz in Grünwald (München). Mit einem betreuten Investitionsvolumen von mehr als 15 Milliarden Euro (Stand:12/2024) ist das Unternehmen vor allem in den Bereichen Immobilien, Flugzeuge und erneuerbare Energien tätig.

## Geschichte
Die KGAL wurde am 27. August 1968 in Hamburg von der Hamburger Sparkasse und dem Unternehmer Karl Kreusel unter dem Namen Kommanditgesellschaft Allgemeine Leasing GmbH & Co. gegründet. Nach dem Aufstieg zu einer der führenden Immobilien-Leasinggesellschaften in Deutschland erfolgte 1977 zunächst ein Umzug nach München, bevor das Unternehmen 1981 den heutigen Firmensitz in Grünwald bezog. Allerdings wurde bereits am Gründungstag in Hamburg auch beim Amtsgericht München eine gleichnamige Gesellschaft mit Sitz in Grünwald und den Kommanditisten Hamburger Sparkasse, Dresdner Bank, Bayerische Hypo- und Vereinsbank, Bayerische Landesbank und Westdeutsche Landesbank eingetragen.
Das Geschäftsmodell der KGAL hat sich seit der Gründung im Jahr 1968 verändert und ausgeweitet. Ursprünglich war die KGAL eine in Deutschland tätige Immobilien-Leasing-Gesellschaft, die mit Leasingkonzeptionen die Sachanlagen nationaler Kunden finanzierte. Nach Konzeption des ersten Flugzeug-Leasingfonds im Jahre 1979 war KGAL auch im Ausland präsent. Das heutige Geschäftsmodell ist umfangreicher: KGAL investiert global in Realkapitalanlagen und bietet die Anlageobjekte ihren Investoren zur Zeichnung an. Die KGAL ist europaweit mit Immobilien aktiv, weltweit mit Flugzeugen, mit Photovoltaikanlagen in Bulgarien, Deutschland, Griechenland, Portugal, Spanien, Italien, Großbritannien und Frankreich sowie mit Windkraftanlagen in Deutschland, Frankreich, Polen, Schweden und Finnland. 2016 sind Wasserkraftanlagen in Italien dazugekommen.
Im Jahr 2014 verkauften die zu diesem Zeitpunkt beteiligten Banken Bayerische Landesbank, Commerzbank, Haspa Finanzholding und Sal. Oppenheim knapp 90 % des Unternehmens an die beiden Privatinvestoren Francis Louvard und Gregory Ingram. Die verbleibende Minderheitsbeteiligung der Banken sollte für eine Übergangszeit gehalten werden. Bei dieser Gelegenheit wurde die künftige Ausrichtung auf Anlageprodukte für professionelle und semiprofessionelle Anleger verkündet. Ingram brachte zum 8. Dezember 2014 seine Anteile in die Vasshuset Familienstiftung ein. Heute ist die KGAL-Verwaltung GmbH die persönlich haftende Gesellschafterin der operativen KGAL GmbH & Co. KG. Diese ist wiederum jeweils zur Hälfte im Eigentum der Vasshuset Familienstiftung und der Luxemburger Gesellschaft Cronos Investments S.A. Cronos Investments ist das Family Office von Francis Louvard. Kommanditisten der KGAL GmbH & Co. KG sind neben Vasshuset und Cronos weiterhin die Bayerische Landesbank und die Hamburger Sparkasse mit Minderheitsbeteiligungen. Commerzbank und Sal. Oppenheim schieden zum 2. November 2018 aus.

## Tätigkeit
Die KGAL entwickelt und bietet Beteiligungsmöglichkeiten für institutionelle Investoren und Family Offices, sogenannte Private Placements für vermögende Investoren sowie für Privatanleger. Geschlossene Beteiligungen müssen von der Bundesanstalt für Finanzdienstleistungsaufsicht (BaFin) geprüft und zugelassen werden. Die Prüfung erstreckt sich vor allem auf eine Reihe von gesetzlich geforderten Mindestangaben. Die wirtschaftliche Schlüssigkeit der Investitionen ist nicht Gegenstand der Prüfung. Seit dem 22. Juli 2013 – dem Tag, an dem die Umsetzung der Richtlinie zur Regulierung von Verwaltern alternativer Investmentfonds (AIFM) in deutsches Recht in Kraft trat – unterliegen die Initiatoren geschlossener Fonds auch dem KAGB (Kapitalanlagegesetzbuch). Die KGAL übernimmt bei ihren Beteiligungsangeboten neben Konzeption und Platzierung am Markt auch die Rolle der Verwaltung der Anlageobjekte, die Gegenstand der Beteiligung sind.

## Produkte
Das Unternehmen fokussiert sich auf Realkapitalanlagen in den Bereichen Immobilien, Flugzeuge und Infrastruktur (erneuerbare Energien). Mit dem Publikumsfonds KGAL/Alcas Nr. 173 hat das Unternehmen maßgeblich zur Finanzierung der Münchner Allianz Arena beigetragen. Die KGAL war Anfang der 1980er Jahre auch am Gasteig Kulturzentrum in München im Rahmen einer frühen Öffentlich-private Partnerschaft beteiligt. Die Stadt München mietet das Gebäude seitdem von dem Unternehmen. Die KGAL war Initiator des ersten Flugzeug-Leasingfonds in Deutschland und hat seit 1979 mehr als 900 Flugzeugtransaktionen durchgeführt. Im Jahr 1989 wurde für die Flugzeugfinanzierungen der Deutsche Lufthansa AG und ihrer Tochterunternehmen die Lufthansa Leasing GmbH als erstes Joint Venture zwischen der Lufthansa und der KGAL gegründet. Als zweites Joint Venture zwischen Lufthansa und KGAL folgte 1998 die GOAL German Operating Aircraft Leasing GmbH & Co. KG, die u. a. für das Management der Flugzeuge in KGAL-Flugzeugfonds zuständig ist. Seit 2003 am Markt ist die KGAL mit aktuell 1,7 GW Gesamtleistung in Photovoltaik, Wind (offshore und onshore) und Wasserkraft einer der größten privaten Investoren im Bereich der Erneuerbaren Energien.